# 大津町
大津町（おおづまち）は、熊本県の中北部にある町。菊池郡に属する。

## 地理

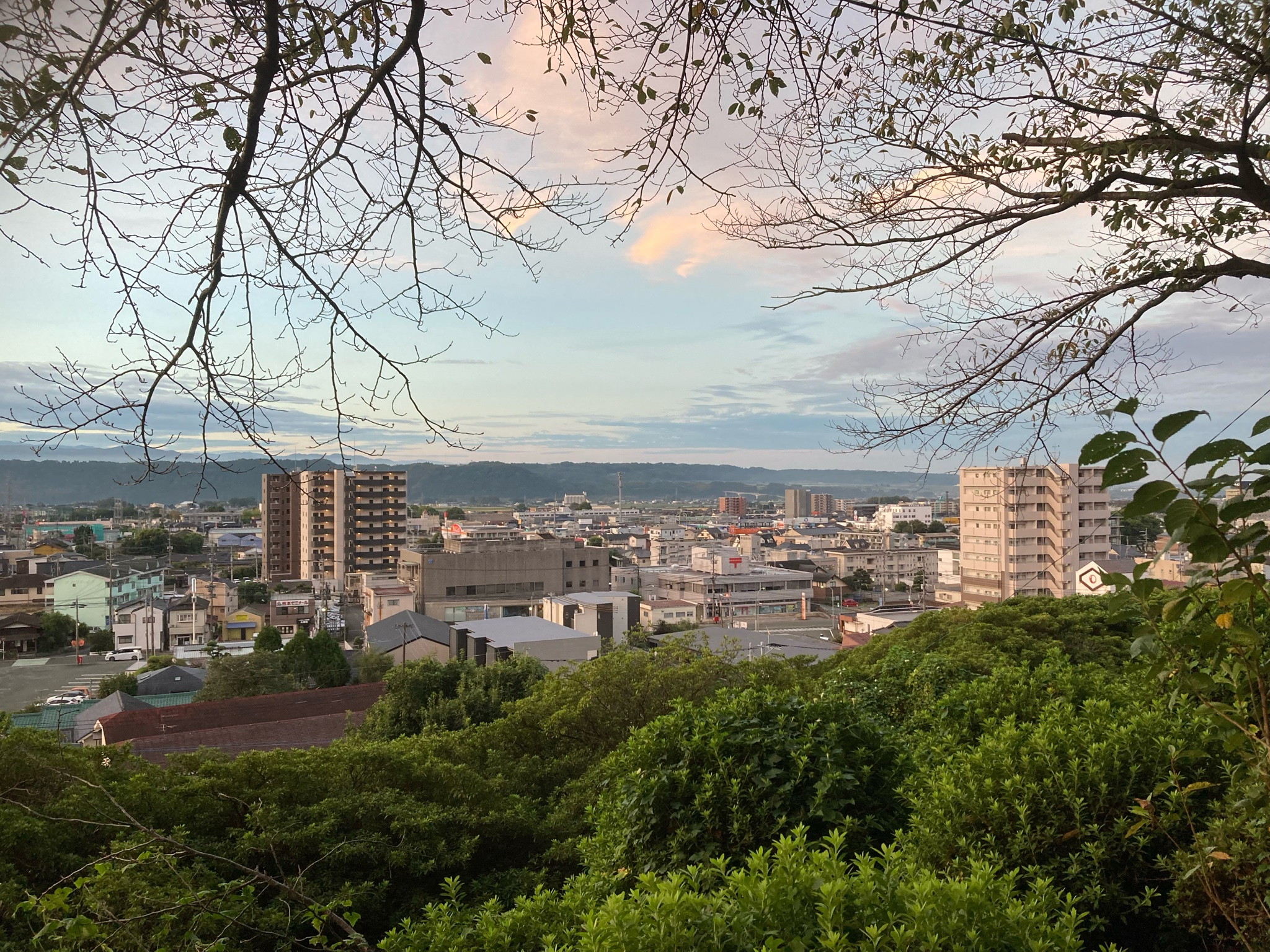
日吉神社から見た大津町

県庁所在地の熊本市中心部から東北東に約19 km、熊本市と阿蘇山の中間に位置し、熊本平野や熊本都市圏の東端にあたる。町域東部は阿蘇外輪山にあたる。南部を白川が西流する。
町内を九州横断ルートである豊肥本線や国道57号が東西に貫いており、観光シーズンには阿蘇方面への渋滞が発生するなど、郊外に位置しながら交通量は比較的多い。
中心市街地は町域の西部にあり、特に国道57号大津バイパスの沿線には商業施設（ロードサイド店舗）が集積している。対照的に市街地から外れた地域では、田畑や森林が広がる風景が見られる。
年間降水量は2,000 mmを上回ることもあれば1,000 mmを下回ることもあるなど、バラつきが大きい。年平均気温は15℃から17℃の間を推移している。
隣接している市町村
- 菊陽町
- 菊池市
- 阿蘇市
- 合志市
- 上益城郡益城町
- 阿蘇郡西原村・南阿蘇村

### 地名
町内の郵便番号は869-12xxであり、集配は大津郵便局が行っている。 ※郵便番号は日本郵便のウェブサイトを参照。
- 大津
- 新
- 灰塚
- 引水
- 室
- 杉水（旧護川村）
- 矢護川（旧護川村）
- 下町（旧陣内村）
- 陣内（旧陣内村）
- 中島（旧陣内村）
- 町（旧陣内村）
- 森（旧陣内村）
- 大林（旧瀬田村）
- 瀬田（旧瀬田村）
- 吹田（旧瀬田村）
- 平川（旧平真城村）
- 古城（旧平真城村）
- 真木（旧平真城村）
- 岩坂（旧錦野村）
- 錦野（旧錦野村）
- 外牧（旧錦野村）
- 高尾野（合併時、平川・大津より分立）
- 美咲野1丁目 - 3丁目（1999年に大津より分立）

## 歴史
大津の名前の由来はよくわからないが、肥後国誌によると戦国期に有力国人である合志氏の一族が東嶽城（現 日吉神社）を築き大津十朗義兼と名乗っていることから、既にこの頃には大津の地名があったようである。合志川芥には「此の所は「火児国大水（ヒゴノクニオオズ）」と呼ばれていた」とある。

### 沿革
- 1889年(明治22年)4月1日 町村制度施行により、以下の町村が発足。
  - 合志郡大津町・陣内村・平真城村・瀬田村・護川村
  - 阿蘇郡錦野村
- 1896年(明治31年)4月1日 - 郡区町村編制法施行により、合志郡を菊池郡に編入。
- 1956年(昭和31年)
  - 8月1日 - 大津町・陣内村・平真城村・瀬田村（一部）・護川村（一部）・錦野村（一部）が対等合併し、大津町が発足。
    - 瀬田村の他の地域は長陽村（現・南阿蘇村）に編入。
    - 護川村の他の地域は旭志村（現・菊池市）に編入。
    - 錦野村の他の地域は山西村（現・西原村）に編入。
- 1991年(平成3年)6月1日 - 菊池郡菊陽町と境界変更。
- 1997年(平成9年)6月1日 - 菊池郡旭志村と境界変更。
- 1998年(平成10年)6月1日 - 菊池郡旭志村と境界変更。
- 2006年(平成18年)1月1日 - 菊池市と境界変更。

### 現代
基本的に大津町ホームページの大津町のあゆみに準拠するものとする。
- 1956年（昭和31年）
  - 8月- 第1回町長選挙にて坂本篤美氏当選。
- 1958年（昭和33年）
  - 2月- 第1回町議選挙。
- 1959年（昭和34年）
  - 4月- 平真城中学校、大津中学校へ統合。
  - 4月- 大津保育園開園。
  - 5月- 矢護川診療所設置。
- 1960年（昭和35年）
  - 4月- 養老院開院。
- 1961年（昭和36年）
  - 2月- 大津郵便局移転。
  - 4月- 陣内幼稚園開園。
- 1963年（昭和38年）
  - 1月- 産業開発青年隊開隊。
  - 4月- 「交通安全都市」宣言。
  - 6月- 中央公民館落成。
- 1964年（昭和39年）
  - 3月- 若草児童学園開園。
  - 4月- 新大津農協発足。
- 1965年（昭和40年）
  - 1月- 学校給食センター設置。
  - 4月- 新大津農協庁舎竣工。
- 1966年（昭和41年）
  - 3月- 大津町地籍調査事業着手。
  - 3月- 菊陽村外四ヶ町村し尿処理組合発足（昭和46年4月衛生施設組合と改称）。
  - 3月- 町村合併10周年記念式典開催。
- 1967年（昭和42年）
  - 4月- 護川中学校、大津中学校へ統合。
- 1968年（昭和43年）
  - 3月- 老人憩いの家開設。
  - 11月- ブラジル・サンパウロ州サレゾポリス市と姉妹都市宣言。
- 1969年（昭和44年）
  - 3月- 大津町外5ヶ町村山林原野組合解散。
  - 4月- 岩坂小学校、陣内小学校へ統合して南小学校となる。
  - 4月- 錦野小学校、瀬田小学校が合併して東小学校となる。
  - 7月- 熊本大津電報電話局開局(ダイヤル化)。
  - 9月- 校名変更　陣内小→大津南小学校。東小学校→大津東小学校。
  - 10月- 役場庁舎竣工。
  - 10月- 立石団地竣工。
- 1970年（昭和45年）
  - 3月- 大津東小学校竣工。
  - 12月- 振興総合計画基本構想議決。
- 1971年（昭和46年）
  - 3月- 熊本新空港開港。
  - 11月- 西嶽団地竣工。
- 1972年（昭和47年）
  - 4月- 大津町外二ヶ町消防組合設立。
  - 4月- 大津小学校高尾野分校廃止。
  - 5月- 第5回町長選挙にて大塚龍之亮氏当選。
  - 5月- 矢護川診療所廃止。
  - 9月- 国道57号バイパス竣工。
- 1973年（昭和49年）
  - 1月- ミルクロード着工。
  - 4月- 若草養護学校設置。
  - 4月- 大津産業高校移転開校。
  - 4月- 商工会館竣工。
  - 5月- 高遊原消防署開庁。
  - 10月- 本田技研工業株式会社と進出協定。
- 1974年（昭和50年）
  - 4月- 町営グラウンド開設。
  - 12月- 東部塵芥処理場供用開始。
- 1976年（昭和51年）
  - 1月- 本田技研工業株式会社熊本製作所操業開始。
  - 8月- 町村合併20周年記念式典開催。
  - 8月- 町民憲章制定。
  - 11月- 北出口住宅竣工。
- 1978年（昭和53年）
  - 7月- 町民総合センター落成。
- 1979年（昭和54年）
  - 1月- 大津町都市計画用途地域決定。
  - 3月- 第7回町長選挙にて西岡勝住氏当選。
  - 4月- 大津菊陽水道企業団発足。
  - 9月- 大津町名誉町民に坂本篤美氏選ばれる。
  - 9月- あけぼの団地第1期竣工。
- 1980年（昭和55年）
  - 3月- 平川小学校校舎完成。
  - 3月- 町立隣保館開館。
  - 5月- 護川小学校完成。
  - 8月30日- 8・30大水害。
  - 12月- 国道325号バイパス開通。
- 1981年（昭和56年）
  - 3月- 菊阿中学校校舎完成。
  - 3月- 陽の原キャンプ場オープン。
  - 4月- 公共下水道事業着手。
- 1982年（昭和57年）
  - 3月- 国営菊地台地水利事業着手。
- 1983年（昭和58年）
  - 2月- 大津中学校校舎完成。
  - 3月- 老人ホーム「すぎなみ園」完成。
  - 3月- 大津警察署新築移転完成。
  - 3月- カントリーエレベーター完成。
  - 11月- 文化ホール・中央公民館完成。
- 1984年（昭和59年）
  - 9月- 窓口業務をコンピューター化。
- 1985年（昭和60年）
  - 2月- 矢護川小学校完成。
  - 3月- 真城小学校完成。
  - 3月- 児童館開館。
  - 3月- 町営火葬場「霊香苑」完成。
  - 3月- 弥護山自然公園完成。
  - 5月- 天皇陛下行幸。
  - 10月- 町営住宅「あけぼの団地」完成。
- 1986年（昭和61年）
  - 3月- ブラジル・サンパウロ州ピエダーデ市と姉妹都市を締結。
  - 3月- 大津保育園落成。
  - 3月- 広域基幹林道鞍岳線開通。
  - 8月- 町村合併30周年式典盛大に開催。
  - 9月- 皇太子・皇太子妃行啓。
  - 9月- 第1回町民体育祭開催。
  - 11月- 阿蘇北部広域農道（ミルクロード)開通
- 1987年（昭和62年)）
  - 3月- 杉水公園竣工。
  - 3月- 町民の森オープン。
- 1988年（昭和63年）
  - 3月- 都市公園「昭和園」完成。
  - 3月- 防災行政無線施設竣工。
  - 6月- 熊本中核工業団地着工。
  - 10月- 大津町史刊行。
  - 12月- 第3空港線一部開通。
- 1989年（平成元年）
  - 3月- 大津町浄化センター完成。
  - 4月- 大津公共下水道一部供用開始。
  - 8月- 大津高校女子サッカー部全国制覇。
  - 11月- 第1回からいもフェスティバルinおおづ開催。
- 1990年（平成2年）
  - 2月- 大津郵便局新局舎完成。
  - 3月- 給食センター完成。
  - 3月- 大津小学校、室小学校落成。
- 1991年（平成3年）
  - 2月- 第10回町長選挙にて荒木時彌氏当選。
  - 2月- 老人福祉センター落成。
  - 2月- 江藤屋敷県重要文化財指定。
  - 2月- 大津地区圃場整備事業竣工。
  - 3月- 山村広場完成。
  - 5月- 白川中流域土地改良区事務所完成。
- 1992年（平成4年）
  - 3月- 高尾野公園完成。
  - 3月- 第54回国民体育大会会場地市町村決定。大津町はサッカー競技（少年男子）。
  - 3月- バルセロナオリンピック馬術競技に宮崎栄喜選手が出場。ソウルに続き2度目。
  - 9月- 人口25,000人を突破。
  - 10月- 人づくりまちづくり大学開校。
- 1993年（平成5年）
  - 3月- 大津幼稚園完成。
  - 3月- 町民交流施設（オークスプラザ）完成。
  - 3月- 瀬田浦遺跡埋蔵文化財発掘調査終了。
  - 4月- 役場土曜完全閉庁実施。
  - 5月- つつじの里からいも大学開校。
- 1994年（平成6年）
  - 1月- ごみ収集指定袋制スタート。
  - 4月- 菊池消防組合発足。
  - 5月- 熊本中核工業団地分譲完売。
  - 8月- 新東部清掃工場完成。
  - 9月- 運動公園（国体会場）建設に着手。
  - 10月- 人口26,000人を突破。
  - 11月- 道の駅・熊本文化の森オープン。
  - 12月- 広葉樹造林事業に着手。
- 1995年（平成7年）
  - 3月- 瀬田幼稚園閉園。
  - 3月- 大津町振興総合計画。
  - 3月- 「みどり輝くほっとタウン大津」策定。
  - 3月- 護川小学校移転新築工事完成。
  - 4月- 県畜産市場完成。
  - 5月- JR九州畦原台団地宅地開発事業着工。
  - 7月- アメリカ・ネブラスカ州ヘイスティングズ市、アラパホ市との友好姉妹都市締結。
- 1996年(平成8年)
  - 7月- 姉妹都市ヘイスティングズ市に「友好の日本庭園」完成。
  - 8月- 町村合併40周年式典開催。
  - 10月- 町営矢護川団地完成。
  - 11月- 第三セクター大津町振興公社発足。
- 1997年(平成9年)
  - 1月- 人口27,000人を突破。
  - 3月- JRが美咲野に住宅団地街を建設。
  - 4月- 町総合交流ターミナル施設「大津温泉・岩戸の里」オープン。
  - 6月1日 - 菊池郡旭志村と境界変更。
  - 12月- 大津第2地区県営圃場整備事業完了。
  - 12月- 大津中学校創立50周年記念式典開催。
- 1998年(平成10年)
  - 2月- 郵便番号7桁化。
  - 4月- 大津北中学校が開校。
  - 4月- 菊池南部清掃組合「環境美化センター」稼動。
  - 7月- 菊池広域連合が発足。
  - 7月- 町運動公園スポーツの森大津完成。
  - 11月- 第34回全国社会人サッカー選手権大会（国体リハーサル大会）開催。
- 1999年(平成11年)
  - 2月- 豊肥本線熊本～肥後大津間電化。
  - 2月- 第54回国民体育大会くまもと未来国体・サッカー競技（少年男子）が町運動公園「スポーツの森・大津」で開催。
- 2000年(平成12年)
  - 2月- 人口28,000人を突破。
  - 3月- 「広葉樹2000年の森」完成。
- 2001年(平成13年)
  - 3月- 若草児童学園移転新築工事完成。
  - 3月- おおきく地域農村振興基本計画を策定。
  - 8月- 平成13年度全国高等学校総合体育大会サッカー競技開催。
  - 11月- 大規模林道の菊池―大津区間が開通。
- 2002年(平成14年)
  - 5月- 大津町教育の日を制定。
  - 8月- 役場本庁舎がISO14001認証取得。
  - 8月- 住民基本台帳ネットワークシステム開始。
- 2003年(平成15年)
  - 1月- 大津町が「からいも大学」で平成14年度地域づくり総務大臣表彰。
  - 2月- 第13回町長選挙にて大村直純氏当選。
  - 2月- おおづ図書館完成。
  - 3月- 平川小学校・矢護川小学校・真城小学校の3校統合。
  - 4月- 大津北小学校が開校。
  - 4月- 町民対話の日スタート。
  - 7月- 菊池南部4町合併協議会を設置。
- 2004年（平成16年）
  - 1月- 公的個人認証サービス開始。
  - 2月- 町運動公園に総合体育館が完成。
  - 3月- 戸籍事務をコンピューター化。
  - 3月- 大津町次世代育成支援行動計画策定。
  - 4月- ミニ特区事業スタート。
  - 4月- 県営護川地区畑総事業完了。
  - 10月- 菊池南部4町合併協議会が休止。
  - 11月- 大津町初の総合防災訓練を実施。
  - 11月- 人口29,000人を突破。
  - 12月- 第14回町長選挙にて家入勲氏当選。
- 2005年（平成17年）
  - 2月- 菊池広域連合消防本部発足。
  - 3月- 高尾野森林公園完成。
  - 4月- 町内の幼稚園、小・中学校で2学期制がスタート。
  - 12月- 江藤家住宅国重要文化財指定。
- 2006年（平成18年）
  - 3月- 菊阿中学校閉校。
  - 6月- 大津高校出身の土肥選手、巻選手がサッカーW杯日本代表に選出される。
- 2007年（平成19年）
  - 2月- 大津町国民保護計画策定。
  - 5月- 災害時要援護者支援計画策定。
  - 5月- 全国広報コンクールで、町ホームページが総務大臣賞及び読売新聞社受賞。
  - 11月- 皇太子本田技研工業株式会社熊本製作所視察。
  - 12月- 「企業にがんばる市町村20選」に経済産業省選定。
  - 12月- 株式会社イズミ車体製作所大津南部工業団地工場完成。
- 2008年（平成20年）
  - 1月- 「広報おおづ」が県広報コンクールでグランプリ。
  - 1月- 株式会社ネクストラインが大津南部工業団地に事務所完成。
  - 3月- 熊本県立大学と包括協定調印。
  - 4月- 部制度導入。
  - 4月- 大津町教育支援センター開設。
  - 4月- 若草児童学園と楽善ふれあいプラザに指定管理者制度導入。
  - 5月- 本田技研工業株式会社熊本製作所と中・大型二輪車工場立地協定。
  - 5月- 「広報おおづ」が全国広報コンクールで3席入選。
  - 6月- 株式会社アヴェイル九州製作所が工場竣工。
  - 7月- 鈴与株式会社熊本物流センター完成。
  - 8月- 九州ウェブサイト大賞2008「優秀賞」受賞。
  - 9月- 大津町まちづくり基本条例施行。
  - 9月- 石部運輸倉庫株式会社熊本製作所完成。
  - 9月- 企業誘致パートナー制度発足。
  - 11月- 株式会社大津技研と工場立地協定。
  - 11月- 株式会社ベストロジ熊本本社・物流センター完成。
  - 11月- 「環境にやさしいまちづくり」宣言。
  - 11月- 第15回町長選挙にて家入勲氏無投票当選。
- 2009年（平成21年）
  - 2月- 「広報おおづ」が県広報コンクールで2年連続グランプリ。
  - 2月- 14回町議選挙。
  - 2月- からいもフェスティバル20周年記念式典。
  - 4月- 大津いちご保育園完成。
  - 5月- 全国広報コンクールで、町ホームページが入選及び読売新聞社受賞。
- 2010年（平成22年）
  - 1月- 「広報おおづ」が県広報コンクールで3年連続グランプリ。
  - 5月- 全国広報コンクールで、町ホームページが総務大臣賞及び読売新聞社受賞。
  - 6月- 「熊本県平成の名水百選」に初生神社（矢護川）の湧水が認定。
- 2011年（平成23年）
  - 1月- 「広報おおづ」が県広報コンクールで4年連続グランプリ。
  - 2月- 大津町男女共同参画宣言都市記念式典。
  - 5月- 町指定文化財に伝統工芸「梅の造花」が指定。
  - 10月- 大津町ビジターセンターオープン。
  - 10月- ねんりんピック2011熊本　サッカー交流大会開催。
  - 12月- 株式会社UKCエレクトロニクスと工場立地協定。
- 2012年（平成24年）
  - 1月- 「広報おおづ」が県広報コンクールで5年連続グランプリ。
  - 4月- 大津町まちづくり交流センターオープン。
  - 4月- 大津町歴史文化伝承館オープン。
  - 5月- 大津中央公園オープン。
  - 7月11日- 九州北部豪雨。
  - 10月- おおづ森の守り人と防災薪小屋設置協定。
  - 11月- 「ふれあいの森林づくり優良市町村」で国土緑化推進機構会長賞受賞。
- 2013年（平成25年）
  - 2月- 第16回町長選挙にて家入勲氏当選。
  - 2月- 第15回町議選挙。
  - 3月- 一般財団法人化学及血清療法研究所・新配送センター完成。
  - 3月- 肥後おおづ観光協会設立。
  - 4月- 美咲野小学校開校。
  - 5月- 外牧バイパス開通式。
- 2014年（平成26年）
  - 10月- 大津保育園分園オープン。
  - 11月- キングランと農業参入協定。
- 2015年（平成27年）
  - 1月- 水源かん養林「100年の森」森林整備協定。
  - 1月- 一宮運輸株式会社と熊本流通センター立地協定
  - 3月- 濱田重工株式会社が工場増強の立地協定締結。
  - 3月- フジ技研と立地協定。
- 2016年（平成28年）
  - 3月- 熊本学園大学と包括的連携に関する協定締結。
  - 3月- 熊本市と連携中枢都市圏形成連携協約を締結。
  - 4月16日- 熊本地震。
- 2017年（平成29年）
  - 2月- 中央可鍛工業株式会社新工場完成竣工式。
  - 4月- おおづ図書館が「子どもの読書活動優秀実践図書館」として文部科学大臣表彰。
  - 4月- 豊田工業所企業立地協定調印。
  - 6月- 濱田重工株式会社新工場棟完成。
  - 7月- 株式会社上村エンタープライス新工場完成。
  - 8月- 大津市・大津町災害時相互応援の関する協定締結。
  - 11月- 役場庁舎解体。
  - 11月- 町運動公園多目的広場リニューアル。
- 2018年（平成30年）
  - 2月- 株式会社サトウロジック新倉庫完成。
  - 3月- 第6次振興総合計画策定。
  - 4月- テラダイン株式会社熊本事業所落成。
  - 7月- 株式会社熊本通運と企業立地協定。
  - 11月-「おおづまち議会だより」が熊本県町村議会広報コンクールで特選を受賞。
- 2019年（平成31年）
  - 2月-「おおづまち議会だより」が町村議会広報全国コンクールで奨励賞を受賞。
  - 2月- 肥後おおづスポーツ文化コミッション設立。
  - 3月- 大津町都市計画マスタープラン改定。
- 2020年（令和2年）
  - 7月- 株式会社大津技研木質リサイクル工場完成。
  - 7月- くまさんメディクス平川工場完成。
  - 8月8日- JR豊肥本線全線開通。
  - 8月14日- 生活協同組合くまもとと「大津町高齢者等見守りネットワーク事業」に関する協定を締結。
  - 9月16日- 坂本哲志氏一億総活躍、まち・ひと・しごと創生、内閣府特命担当大臣初入閣。
  - 10月3日- 国道57号線北側復旧ルート全線開通。
  - 11月- 町人権啓発福祉センター（隣保館）開館40周年記念式典開催。
  - 12月20日- からいもくん銅像の除幕式。
- 2021年（令和3年）
  - 1月- 第18回町長選挙にて金田英樹氏当選。
  - 1月- 第16回町議選挙 無投票当選。
  - 2月12日- 坂本哲志氏が初代孤独･孤立対策担当大臣就任。
  - 3月- 町内事業所等21者と「大津町高齢者等見守りネットワーク事業」に関する協定を締結。
  - 3月- 町内郵便局と包括連携協定締結。
  - 6月- 株式会社官民連携事業研究所と公民連携促進に関するパートナーシップ協定を締結。
  - 7月12日- 町役場新庁舎が開庁。[2]。大津町役場

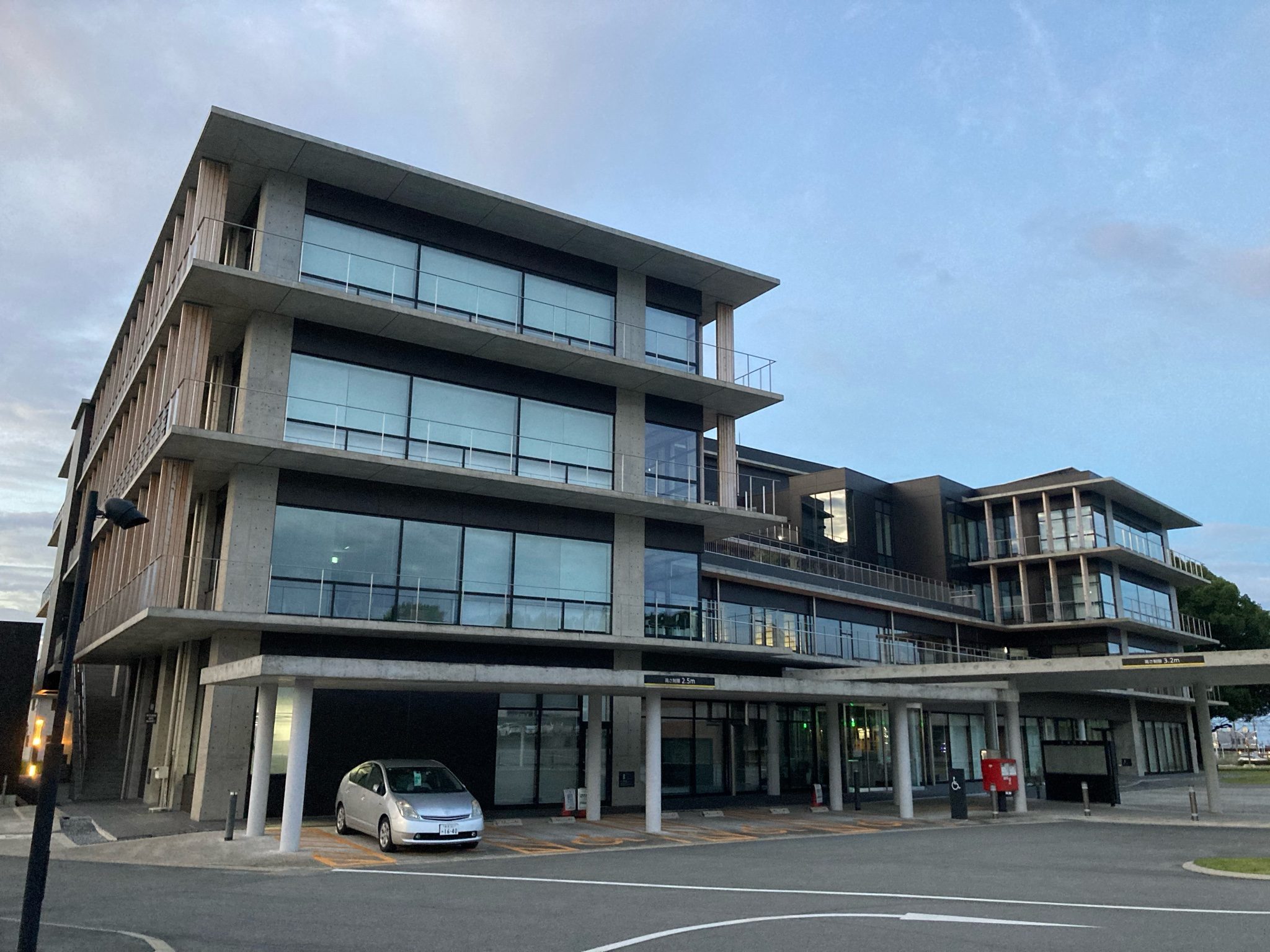
大津町役場

  - 7月- 東京オリンピック開催 バレーボール選手古賀紗理那氏が出場
  - 7月- 株式会社Another worksと民間人材との協働による政策の推進に関する連携協定を締結。
  - 8月- 「子ども第三の居場所」三者協定調印。
  - 10月- 「子育て世代包括支援センター」開設。
  - 10月- 「パートナーシップ宣誓制度」の導入。
  - 11月-　カダブラ株式会社と立地協定 大津町に初のIT企業進出。
- 2022年（令和4年）
  - 1月22日- 熊本復興プロジェクト「ゾロ像」完成。
  - 2月- 株式会社T's agencyと立地協定。
  - 3月- 株式会社イデックスリーテル熊本と「災害時における石油類燃料の供給に関する協定」を締結。
  - 3月- 構造計画研究所と連携協定を締結。
  - 3月- ルネサンスと社員派遣の協定を締結。
  - 5月- 大津町DX推進本部を設置。
  - 6月- 坂本家住宅が国登録有形文化財に登録。
  - 6月- Honda熊本の応援で大津町が「地域の元気総務大臣賞」を受賞。
  - 9月- ソフトバンク株式会社と「ICT活用による住民サービス向上に関する連携協定」を締結。
  - 9月- 大津町・大津町消防団・日立建機日本株式会社九州支社が三者協定。
  - 9月- ジャパンマテリアル株式会社と立地協定。
  - 10月- 「窪田阿蘇神社神幸祭」を大津町の無形民俗文化財に指定。
  - 10月- 熊本県立大津高等学校100周年。
  - 11月- 道の駅大津にオートバイ神社を創建。
  - 11月- 大津町が「スポーツ・健康まちづくり優良自治体表彰2022」を受賞。
  - 11月- 熊本空港アクセス鉄道の分岐駅が肥後大津駅ルートに決定。
  - 11月- 「おおづまち議会だより」が熊本県町村議会広報コンクールで特選を受賞。

2023年（令和5年）
- - 1月- 肥後大津ロータリークラブと「大津町高齢者等見守りネットワーク事業」に関する協定を締結。
  - 2月- 日本生命保険相互株式会社熊本支社と「大津町高齢者等見守りネットワーク事業」に関する協定を締結。
  - 2月- 株式会社ダイナムと「災害時等での施設利用の協力に関する協定」を締結。
  - 3月- 株式会社熊本銀行と包括連携協定を締結。
  - 3月- 肥後大津駅南口に「くまモンベース」を設置。
  - 3月- 阿蘇熊本空港 新旅客ターミナルビルが完成。
  - 3月- 大津町商工会と「大津町高齢者等見守りネットワーク事業」に関する協定を締結。
  - 5月- 護川簡易郵便局と包括連携協定を締結。
  - 5月- 株式会社レスターエレクトロニクスと新棟増設の立地協定。
  - 5月- 本田技研工業株式会社熊本製作所が二輪車生産累計2,000万台達成。
  - 6月- 「子ども家庭総合支援拠点」開設。
  - 7月- 熊本県信用組合と「健康診査事業の推進に関する覚書」を締結。
  - 7月- 大津町商工会が事務所を移転。
  - 8月- 「大津畑水力発電所」完成。
  - 10月- 株式会社フェローテックホールディングス、株式会社フェローテックマテリアルテクノロジーズ及びフェローテックテクノロジーデベロップメントジャパン株式会社と立地協定。
  - 10月- 栄光デザイン＆クリエーション株式会社と工場新設の立地協定。
  - 11月- 泉ヶ丘消防署の新庁舎が完成し「桜消防署」に名称を変更。
  - 12月14日- 坂本哲志氏が第69代農林水産大臣就任

2024年（令和6年）
- - 1月- 「広報おおづ」が県広報コンクールで特選。
  - 3月- 江藤家住宅熊本地震復旧工事および資料展示室整備完了。
  - 4月- 大津幼稚園の民営化。
  - 4月- 「こども家庭センター」開設。
  - 4月- 吉田ひとみ氏（図書館ボランティア）が、「子供の読書活動優秀実践（個人）」として文部科学大臣表彰。
  - 4月- ハマダレクテック株式会社新工場棟完成。
  - 5月- 株式会社Loa Teckと立地協定。
  - 6月- 江藤家住宅落成式。
  - 7月- 株式会社歩不動産と「大津町高齢者等見守りネットワーク事業」に関する協定を締結。
  - 7月- 株式会社LIYEI日本と立地協定。
  - 7月- パリオリンピックにバレーボール選手古賀紗理那氏が出場。
  - 8月10日- パリオリンピックでマラソン選手赤﨑暁氏が6位入賞。
  - 8月14日- 第一環境株式会社と「大津町高齢者等見守りネットワーク事業」に関する協定を締結。
  - 8月- 株式会社グリーンロジスティクスと「大津町高齢者等見守りネットワーク事業」に関する協定を締結。
  - 10月21日- 大塚製薬株式会社と「健康増進に関する包括連携協定」を締結。
  - 10月- 株式会社日新及び株式会社九州日新と立地協定。
  - 11月- 一宮運輸株式会社の大津町2拠点目となる物流センター開所。
  - 12月- 町運動公園にインクルーシブ遊具広場が完成。

## 人口
大津町の人口は約3万6千人である。1960年代には一時的に人口が減少したが1980年代からは熊本市のベッドタウンとして、また本田技研工業熊本製作所の企業城下町として人口が増加している。
| |                                        |  |
| 大津町と全国の年齢別人口分布（2005年） | 大津町の年齢・男女別人口分布（2005年） |  |
| ■紫色 ― 大津町 ■緑色 ― 日本全国 | ■青色 ― 男性 ■赤色 ― 女性              |  |
| 大津町（に相当する地域）の人口の推移 \| 1970年（昭和45年） \| 18,322人 \| \| \| 1975年（昭和50年） \| 18,086人 \| \| \| 1980年（昭和55年） \| 19,894人 \| \| \| 1985年（昭和60年） \| 22,008人 \| \| \| 1990年（平成2年） \| 23,744人 \| \| \| 1995年（平成7年） \| 26,376人 \| \| \| 2000年（平成12年） \| 28,021人 \| \| \| 2005年（平成17年） \| 29,107人 \| \| \| 2010年（平成22年） \| 31,234人 \| \| \| 2015年（平成27年） \| 33,452人 \| \| \| 2020年（令和2年） \| 35,187人 \| \| |                                        |  |
| 総務省統計局 国勢調査より |                                        |  |
| 1970年（昭和45年） | 18,322人                               |  |
| 1975年（昭和50年） | 18,086人                               |  |
| 1980年（昭和55年） | 19,894人                               |  |
| 1985年（昭和60年） | 22,008人                               |  |
| 1990年（平成2年） | 23,744人                               |  |
| 1995年（平成7年） | 26,376人                               |  |
| 2000年（平成12年） | 28,021人                               |  |
| 2005年（平成17年） | 29,107人                               |  |
| 2010年（平成22年） | 31,234人                               |  |
| 2015年（平成27年） | 33,452人                               |  |
| 2020年（令和2年） | 35,187人                               |  |

## 経済

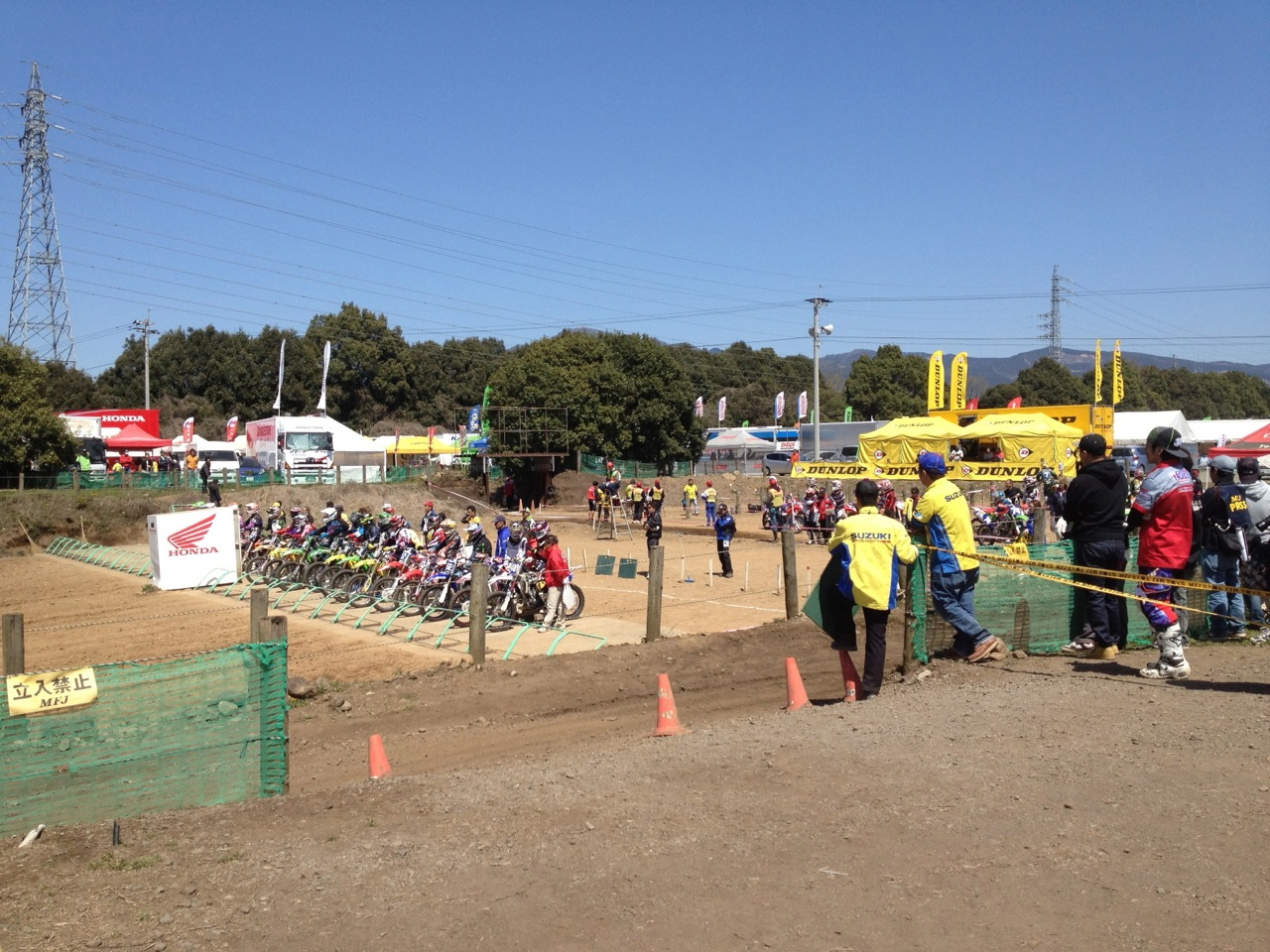
HSR九州オフロードコース

町内総生産は、1,771億円（2022年度)である。
第一次産業はほとんどが農業である。従事者は1割を超えるが、耕地面積や農家戸数とともに減少傾向にある。
第二次産業は、本田技研工業（ホンダ）が日本国内のオートバイ生産拠点を静岡県浜松市とともに町内に置いたことにより大いに発展した。製造業全体の生産額は2022年度鉱工業分野の集計によれば、約770億円ほどで、町内総生産の約4割を占め、町内の産業の中枢を担っている。2008年から、ホンダは浜松製作所で生産している中型・大型二輪部門を熊本製作所に順次移管・集約する予定である。さらに2009年春には、米国での二輪車生産を終了し、熊本製作所に集約している。
第三次産業は、国道57号バイパス沿いに商業地の集積が進展している。

### 大津町に本社を置く主な企業
- 大津技研
- ニッコン九州（日本梱包運輸倉庫の関連会社）
- ホンダソルテック

### 大津町に事業所を置く企業
- 信越石英九州工場
- 中央可鍛工業熊本工場
- テラダイン日本事業部
- 東京エレクトロン九州大津事業所
- 濱田重工熊本工場
- 富士精工熊本工場
- HOYA熊本工場
- 本田技研工業熊本製作所
- ユーエスシー熊本QIセンター
- 東洋新薬熊本工場
- 三原工業熊本工場

## 町政

### 町長
- 町長：金田英樹（2021年2月10日就任、2期目）

#### 歴代町長
| 代 | 氏名       | 就任年月日     | 退任年月日     | 備考         |
| -- | ---------- | -------------- | -------------- | ------------ |
| 1  | 坂本篤美   | 1956年8月30日  | 1960年5月6日   |              |
| 2  | 坂本篤美   | 1960年5月7日   | 1964年5月6日   |              |
| 3  | 坂本篤美   | 1964年5月7日   | 1968年5月6日   |              |
| 4  | 坂本篤美   | 1968年5月7日   | 1972年5月6日   |              |
| 5  | 大塚龍之亮 | 1972年5月7日   | 1976年5月6日   |              |
| 6  | 大塚龍之亮 | 1976年5月7日   | 1979年2月7日   |              |
| 7  | 西岡勝住   | 1979年3月4日   | 1983年3月3日   |              |
| 8  | 西岡勝住   | 1983年3月4日   | 1987年3月3日   |              |
| 9  | 西岡勝住   | 1987年3月4日   | 1991年3月3日   |              |
| 10 | 荒木時彌   | 1991年3月4日   | 1995年3月3日   |              |
| 11 | 荒木時彌   | 1995年3月4日   | 1999年3月3日   |              |
| 12 | 荒木時彌   | 1999年3月4日   | 2003年3月3日   |              |
| 13 | 大村直純   | 2003年3月4日   | 2004年11月23日 | 在任中に死去 |
| 14 | 家入勲     | 2004年12月26日 | 2008年12月25日 |              |
| 15 | 家入勲     | 2008年12月26日 | 2012年12月25日 |              |
| 16 | 家入勲     | 2013年2月10日  | 2017年2月9日   |              |
| 17 | 家入勲     | 2017年2月10日  | 2021年2月9日   |              |
| 18 | 金田英樹   | 2021年2月10日  | 2025年2月9日   |              |
| 19 | 金田英樹   | 2025年2月10日  |                |              |

### 行政機構
- 総務部
  - 総務課
  - 総合政策課
  - 財政課
  - 防災交通課
  - 人権推進課
  - 人権啓発福祉センター
- 住民生活部
  - 住民課
  - 環境保全課
  - 税務課
- 健康福祉部
  - 福祉課
  - 子育て支援課
  - 大津保育園
  - 陣内保育園
  - 介護保険課
  - 健康保険課
- 産業振興部
  - 農政課
  - 商業観光課
  - 企業振興課
- 都市整備部
  - 都市計画課
  - 建設課
  - 下水道課
- 工業用水道課
  - 工業用水道係
- 会計責任者
  - 会計課
- 町議会
  - 議会事務局
- 監査委員
- 選挙管理委員会
- 農業委員会
  - 農業委員会事務局
- 教育部
  - 学校教育課
  - 学校給食センター
  - 教育施設課
  - 生涯学習課
  - 歴史文化伝承館
  - 公民館
  - 図書館

### 県の機関
- 大津警察署

### 国の機関

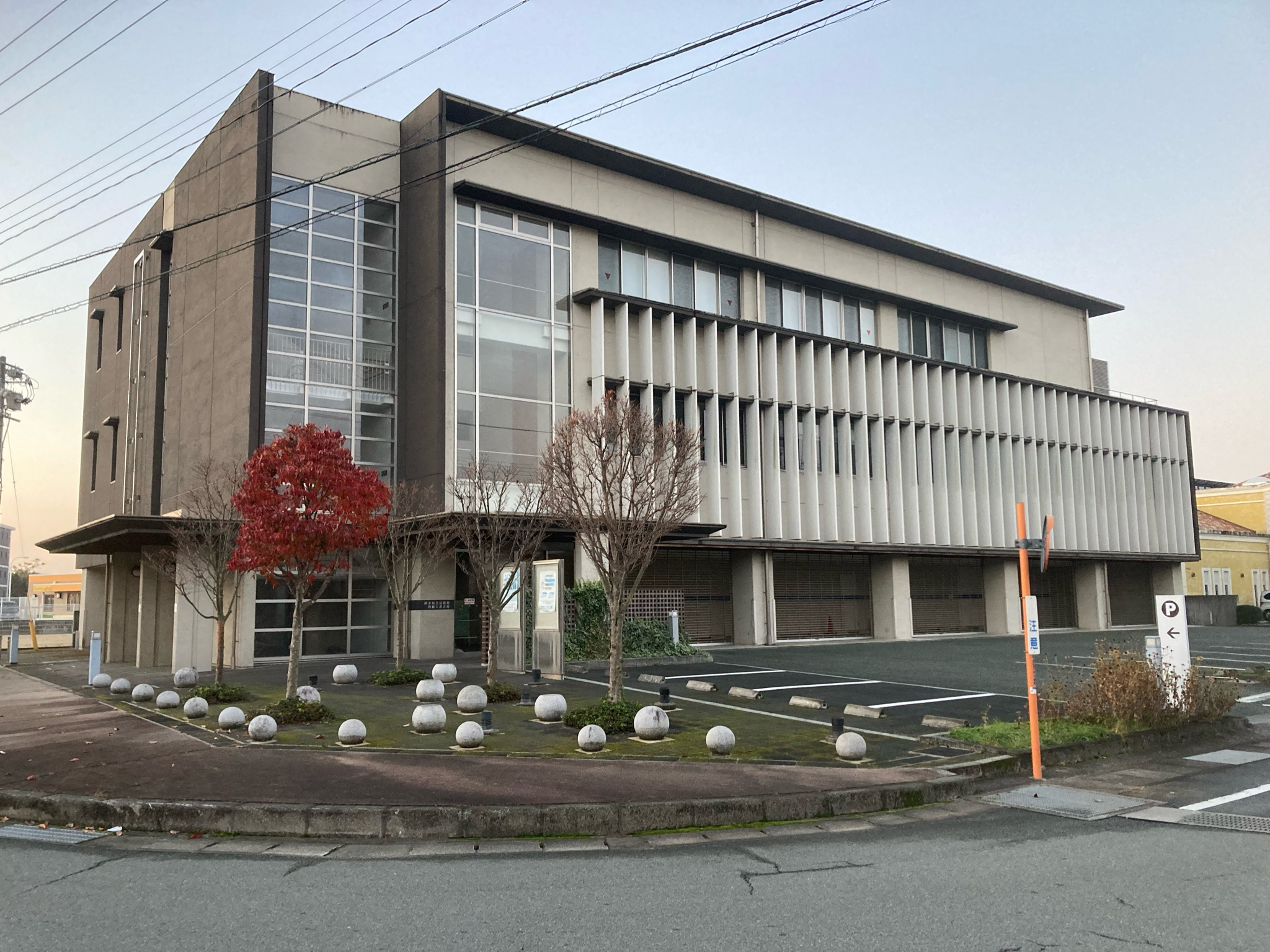
熊本地方法務局 阿蘇大津支局

- 熊本地方法務局 阿蘇大津支局熊本地方法務局大津阿蘇支局

## 教育

### 学校
高等学校
- 熊本県立大津高等学校
- 熊本県立翔陽高等学校
  - 公立高校に関して大津町は「熊本県立高等学校の通学区域に関する規則」では県北学区と定められており、上記2校に加えて熊本県立菊池高等学校、熊本県立鹿本高等学校、熊本県立玉名高等学校などや阿蘇地域の高校が通学区域となっている。なお、熊本市内の公立高等学校は熊本県立湧心館高等学校を除いて県央学区に所属しており、大津町から通学する場合は学区外枠となり合格者全体の13%しか割り振られないためこの枠内に入らないと入学出来ない。

中学校
- 大津町立大津中学校
- 大津町立大津北中学校
- 大津町立菊阿中学校（2006年、大津中学校に統合）
- 護川中学校（1962年、大津中学校に統合）
- 平真城中学校（1958年、大津中学校に統合）

小学校
- 大津町立大津小学校
- 大津町立大津北小学校
- 大津町立大津東小学校
- 大津町立大津南小学校
- 大津町立室小学校
- 大津町立護川小学校
- 大津町立美咲野小学校

特別支援学校
- 熊本県立大津支援学校

幼稚園
- 大津幼稚園
- 大津町立陣内幼稚園
- 大津音楽幼稚園
- 白川幼稚園

### 学校教育以外の施設
保育所
- 大津保育園
- 白川保育園
- 緑ヶ丘保育園
- 杉水保育園
- 一宇保育園
- 風の子保育園

## 交通

### 空港
- 熊本空港（阿蘇くまもと空港） - 敷地のごく一部が当町内にある。肥後大津駅と阿蘇くまもと空港を結ぶ乗合タクシー「空港ライナー」が運行されており、無料だが空港利用者のみ利用可。空港ライナー

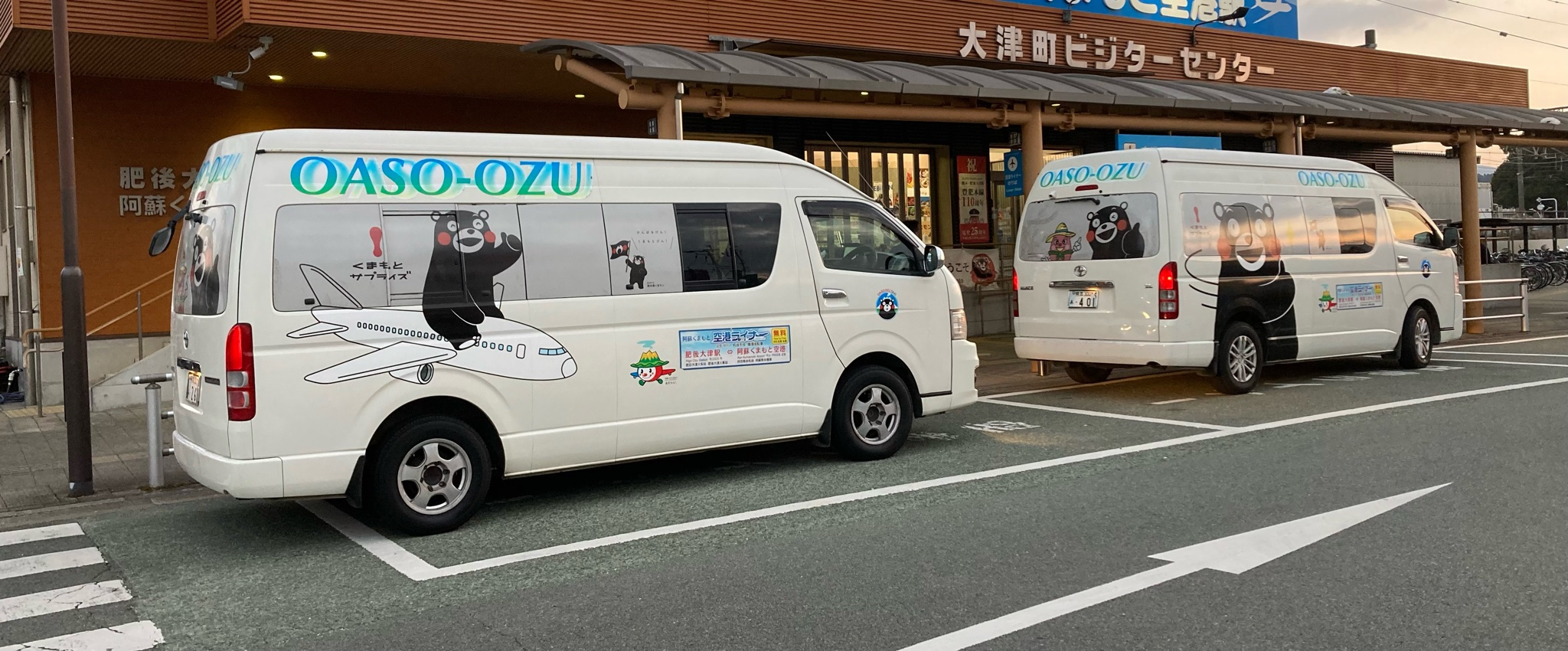
空港ライナー

### 鉄道
九州旅客鉄道（JR九州）
- 豊肥本線：肥後大津駅- 瀬田駅

### 路線バス

#### 一般路線バス
- 九州産交バス・産交バス - 町内に産交バス大津営業所がある。2015年11月30日までは九州産交バスの営業所も兼ねていた。路線網再編により2015年11月30日限りで菊陽町を経由して熊本市街とを結ぶ路線が廃止・短縮されたが、子8系統のみ本数を大幅に削減した上で存続している[7]。2019年の桜町バスターミナル開業に伴い路線も再編され、現在の形となった。

| 路線名                       | 系統                   | 運行区間 | 備考 |
| ---------------------------- | ---------------------- | --- | ---- |
| 大津線                       | E3-5                   | 菊陽町－曙団地入口－室町－大津駅前－大津中央－上鶴－鶴口－吐－大津町営住宅前－東原－東引の水－熊本文化の森－大津町運動公園入口－吹田団地入口－吹田第一－吹田第二－吹田団地 |      |
| 大津線                       | E3-5                   | 菊陽町－曙団地入口－室町－大津駅前－大津中央－上鶴－鶴口－吐－大津町営住宅前－東原－東引の水－熊本文化の森－大津町運動公園入口－大津産交入口－大津産交 |      |
| 菊池大津線                   | 矢護川・大津中央経由   | 菊池市－下田－片俣－古閑－下中－中窪田－矢護川支所前－平川郵便局前－大津北小学校－平川－五本松－高良－大津北中学校前－日吉ヶ丘団地前－美咲野団地－高尾野入口－大津公民館－大津中町－鶴口－大津中央－肥後大津駅－大津町子育て・健診センター前－大津高校前                                               |      |
| 大津駅南口線                 |                        | 大津産交－大津産交入口－大津町運動公園入口－熊本文化の森－東引の水－東原－大津町営住宅前－吐－引の水－上鶴－大津中央－大津駅前－室町－曙団地前－古閑原入口－熊本セントラル病院－大津警察署前－岡本内科前－大津駅南口                                                                                   |      |
| 大津線                       | 菊池温泉・翔陽高校経由 | 肥後大津駅－大津室町－大津中央－鶴口－上松古閑－翔陽高校入口－ホンダウェルカムパーク入口－猿渡－下猿渡－杉水－下杉水－今村前－肥後小林－菊池市 |      |
| 吹田団地〜大津高校線         |                        | 吹田団地－吹田第二－吹田第一－吹田団地入口－大津町運動公園入口－熊本文化の森－東引の水－東原－大津町営住宅前－吐－引の水－上鶴－大津中央－大津町子育て・健診センター前－大津高校前 |      |
| 吹田団地〜大津駅南口線       |                        | 吹田団地－吹田第二－吹田第一－吹田団地入口－大津町運動公園入口－熊本文化の森－東引の水－東原－大津町営住宅前－吐－引の水－上鶴－大津中央－大津駅前－室町－曙団地前－古閑原入口－熊本セントラル病院－大津警察署前－岡本内科前－大津駅南口                                                               |      |
| 肥後大津駅〜本田技研工業東線 |                        | 肥後大津駅－翔陽高校入口－ホンダウェルカムパーク入口－本田技研工業西－本田技研工業南－本田技研工業東 |      |
| 吹田団地〜大津町役場線       |                        | 吹田団地－吹田第二－吹田第一－吹田団地入口－大津町運動公園入口－熊本文化の森－東引の水－東原－大津町営住宅前－吐－引の水－上鶴－大津中央－大津駅前－室町－曙団地入口－古閑原入口－熊本セントラル病院－大津警察署前－岡本内科前－大津駅南口－イオン大津店前－大津町子育て・健診センター前－大津町役場前 |      |
| 吹田団地〜大津町役場線       |                        | 吹田団地－吹田第二－吹田第一－吹田団地入口－大津町運動公園入口－美咲野小学校東－美咲野小学校前－美咲野小学校西－引の水－上鶴－大津中央－大津駅前－室町－曙団地入口－古閑原入口－熊本セントラル病院－大津警察署前－岡本内科前－大津駅南口－イオン大津店前－大津町子育て・健診センター前－大津高校前     |      |
| 大津産交〜土林線             | 岩坂経由               | 大津産交－大津産交入口－大津町運動公園入口－熊本文化の森－東引の水－東原－大津町営住宅前－吐－引の水－上鶴－大津中央－大津町子育て・健診センター前－大津高校前－古宮－中井手－陣内－中島公民館前－下岩坂－中岩坂－上岩坂－迫入口－鳥子川－西原村                                                       |      |
| 大津産交〜土林線             | 森経由                 | 大津産交－大津産交入口－大津町運動公園入口－熊本文化の森－東引の水－東原－大津町営住宅前－吐－引の水－上鶴－大津中央－大津町子育て・健診センター前－大津高校前－古宮－中井手－陣内－中陣内－上陣内－六地蔵前－白川保育園前－森－鳥子川－西原村                                                         |      |
| 大津木山線                   | 岩坂経由               | 大津産交－大津産交入口－大津町運動公園入口－熊本文化の森－東引の水－東原－大津町営住宅前－吐－引の水－上鶴－大津中央－大津町子育て・健診センター前－大津高校前－古宮－中井手－陣内－中島公民館前－下岩坂－中岩坂－上岩坂－迫入口－鳥子川－西原村                                                       |      |
| 大津木山線                   | 森経由                 | 大津産交－大津産交入口－大津町運動公園入口－熊本文化の森－東引の水－東原－大津町営住宅前－吐－引の水－上鶴－大津中央－大津町子育て・健診センター前－大津高校前－古宮－中井手－陣内－中陣内－上陣内－六地蔵前－白川保育園前－森－鳥子川－西原村                                                         |      |

2006年3月1日にジェイアール九州バス山鹿線の路線バスが廃止され、路線は産交バス・熊本電鉄バスにそれぞれ譲渡された。

#### 高速バス・都市間バスなど
いずれも大津駅（南口）経由
- 特急「やまびこ号」：熊本市 - 阿蘇くまもと空港 - 大津町 - 南阿蘇村 - 阿蘇市 - 竹田市 - 豊後大野市 - 大分市

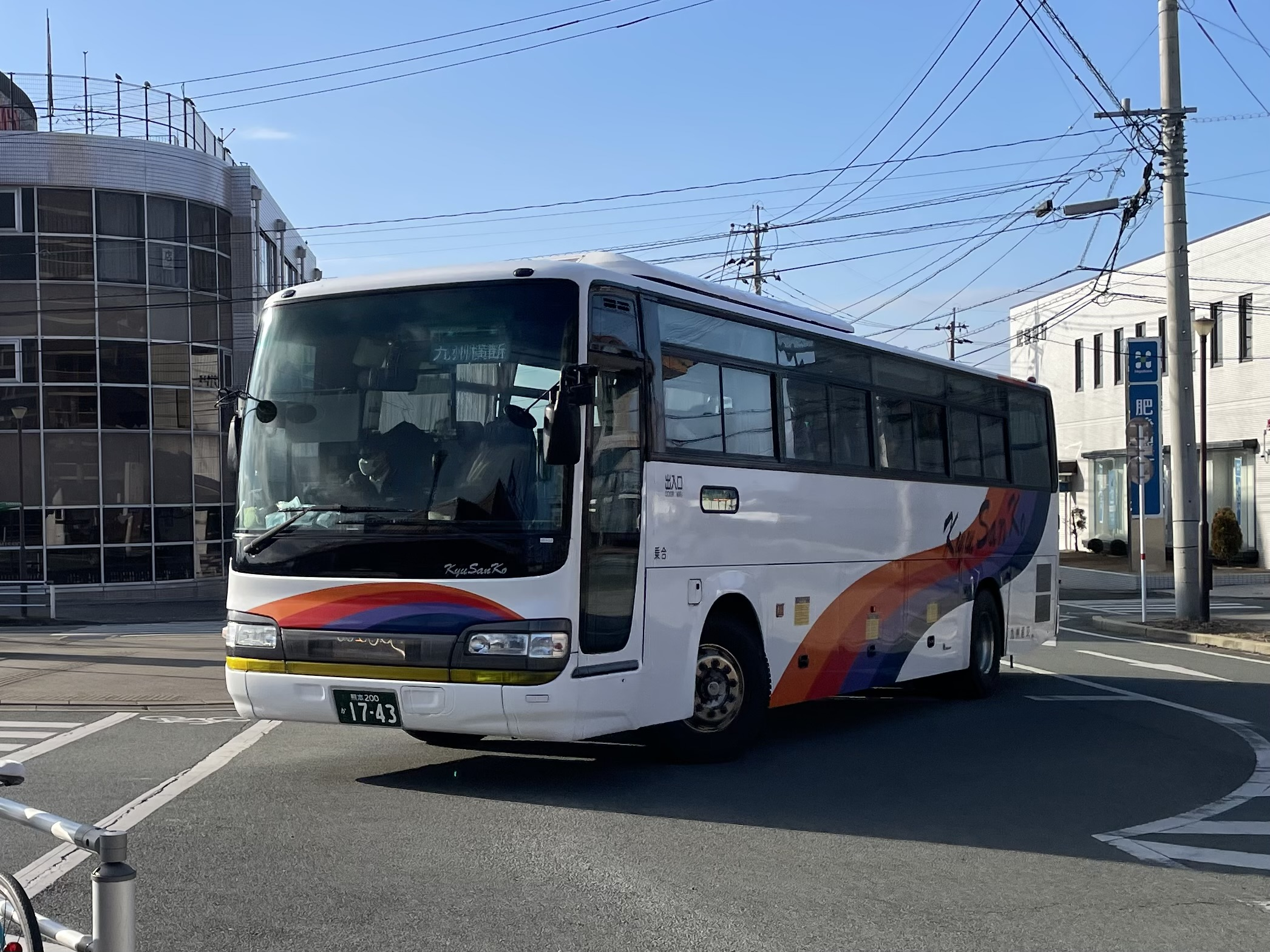
九州横断バス

- 九州横断バス九州横断バス：熊本市 - 阿蘇くまもと空港 - 大津町 - 阿蘇市 - 南小国町 - 九重町 - 由布市 - 別府市
- 熊本阿蘇山上ターミナル線 ：熊本市 - 阿蘇くまもと空港 - 大津町 - 南阿蘇村 - 阿蘇市

### 道路

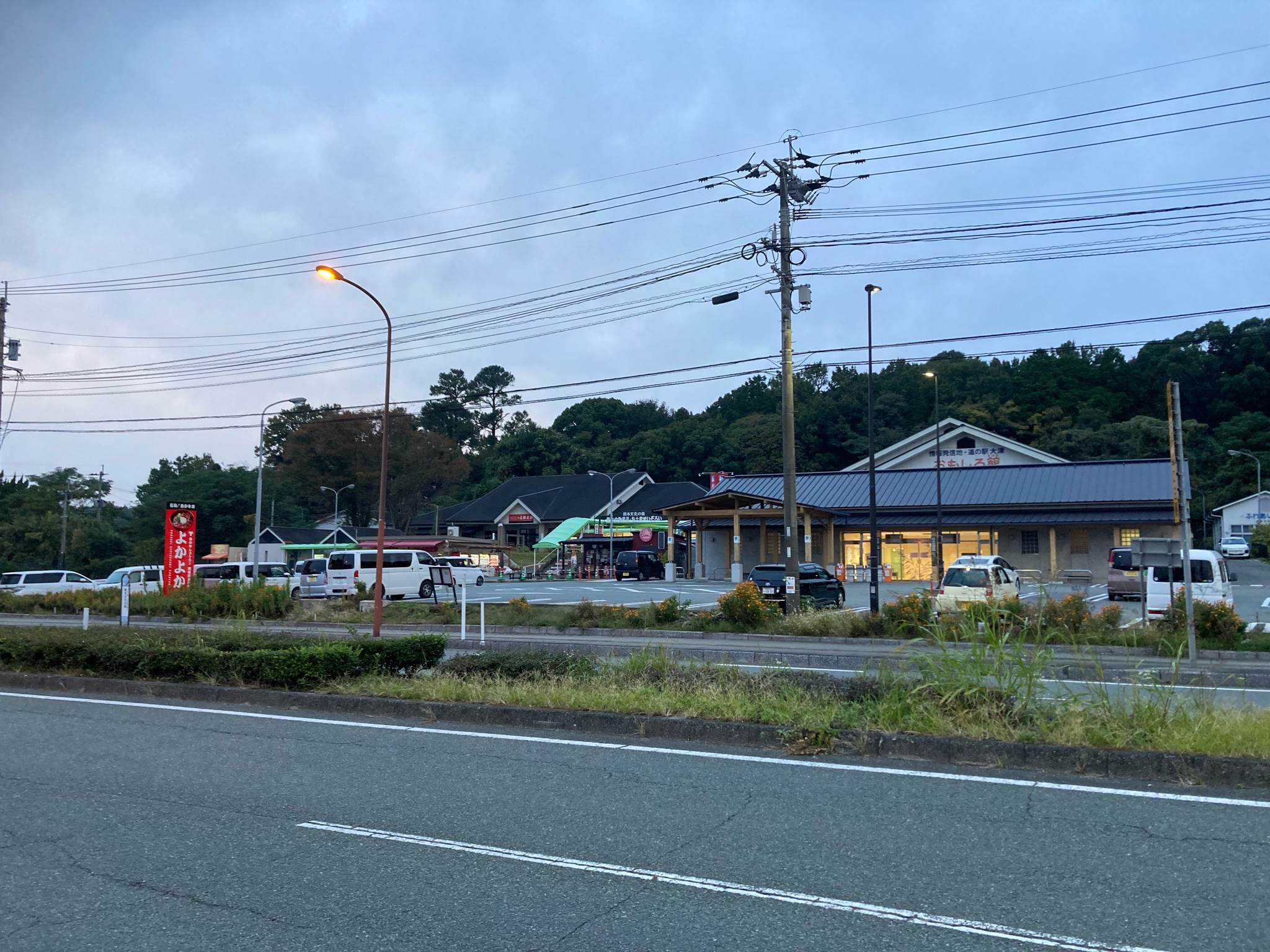
道の駅大津

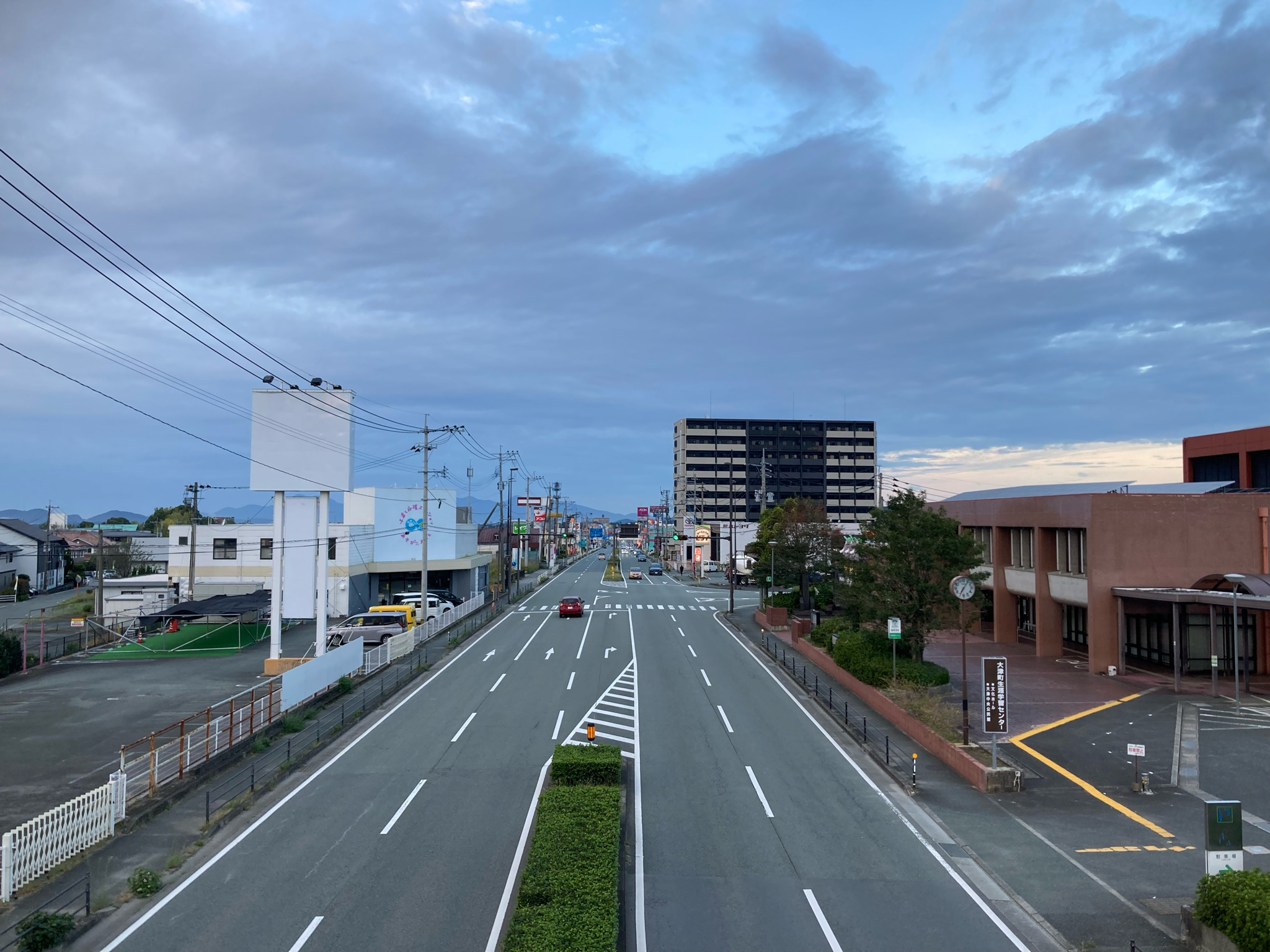
国道57号大津バイパス

高速道路は町内を通っていないが、九州自動車道の熊本インターチェンジもしくは益城熊本空港インターチェンジが近隣にある。
一般国道
- 国道57号
  - 道の駅大津

- 国道325号
- 国道443号

主要地方道
- 熊本県道23号菊池赤水線
- 熊本県道30号大津植木線
- 熊本県道36号熊本益城大津線
- 熊本県道49号熊本大津線

一般県道
- 熊本県道145号瀬田熊本線
- 熊本県道202号矢護川大津線
- 熊本県道207号瀬田竜田線
- 熊本県道208号外牧大林線
- 熊本県道211号岩坂陣内線
- 熊本県道225号山西大津線
- 熊本県道339号北外輪山大津線（ミルクロード）

## 文化

### 名所・旧跡・施設・観光スポット
- 大津町町民交流施設（オークスプラザ）

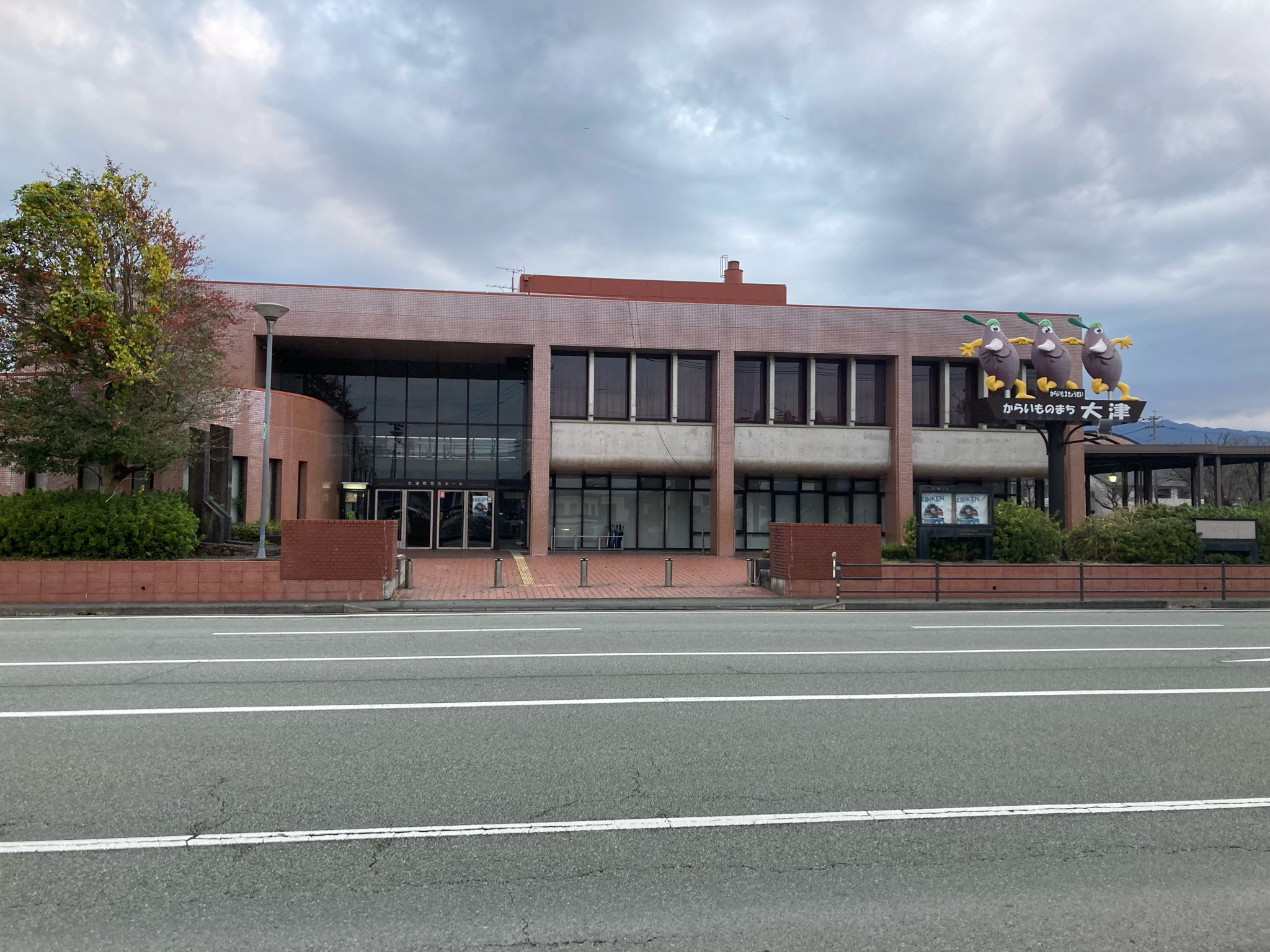

- 大津町矢護川コミュニティセンター（ふれあいセンター矢護川）

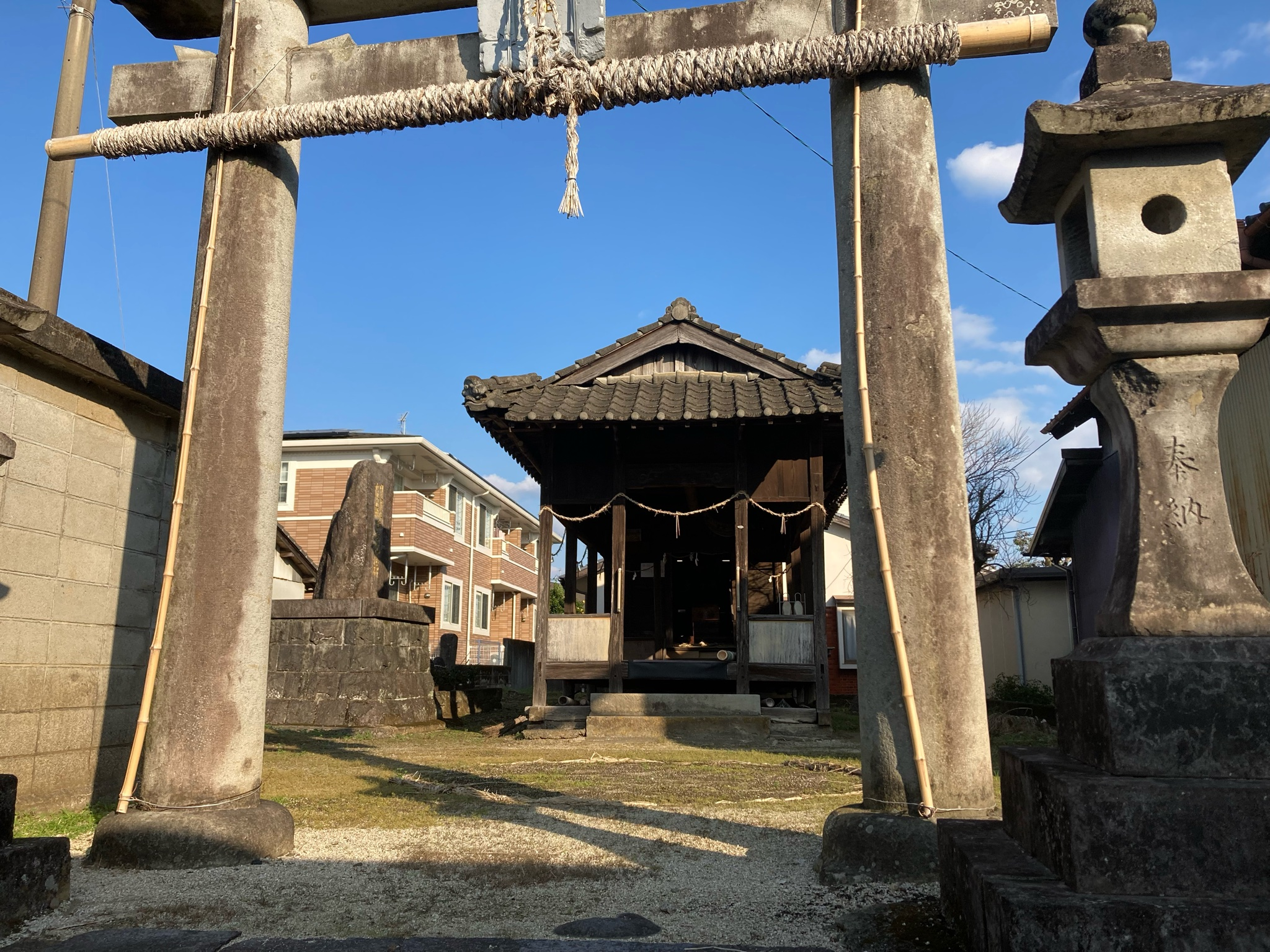

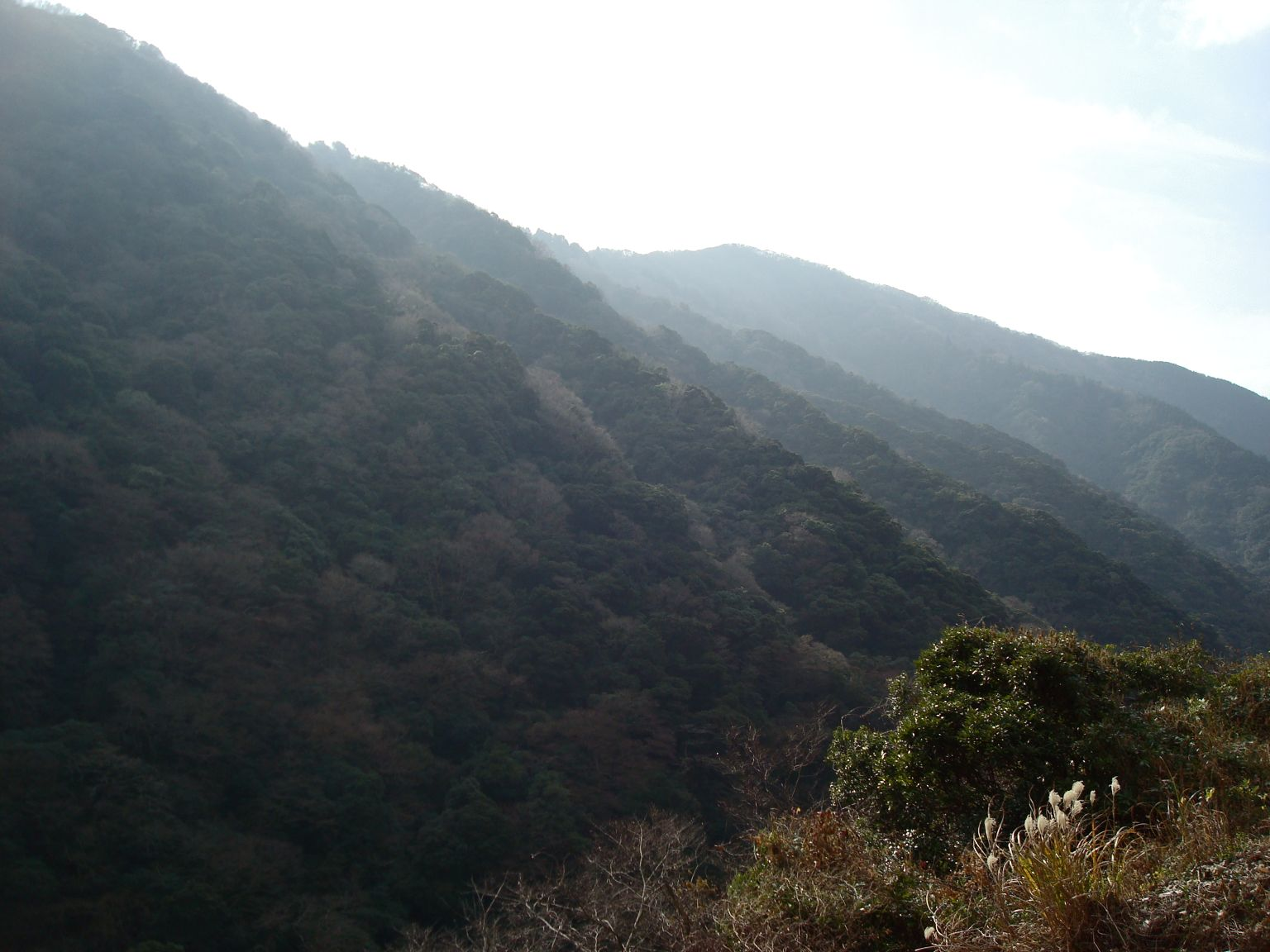

- おおづ図書館
- 大津町運動公園
- 野外活動等研修センター（みどり館）
- 日吉神社（つつじ園）
- 菅原神社

- 昭和園
- 弥護山自然公園
- 陽の原キャンプ場
- 市民リフレッシュ農園
- 江藤家住宅
- 阿蘇北向谷原始林

### 祭事・催事
- スポーツの森・大津ジョギングフェスティバル（2月）
- 桜祭り（3月-4月）
- つつじ祭（4月）
- 地蔵祭（8月）
- ホンダ夏祭り（8月）
- 九州実業団女子駅伝（10月）
- からいもフェスティバルinおおづ（11月）

## 大津町に本拠地を置く主なスポーツチーム
- Honda熊本硬式野球部（社会人野球）
- Honda熊本陸上競技部

## 著名人

### 出身者
★は故人
- 江藤哲蔵（政治家、衆議院議員）- 旧陣内村出身 ★
- 坂本哲志（政治家、衆議院議員）- 旧陣内村出身
- 原聰（外交官）
- 坂本寧（画家、坂本善三美術館館長）★
- 不知火光右衛門（元大相撲力士、第11代横綱）- 旧陣内村出身 ★
- 二宮美穂（柔道家）
- 市原大嗣（プロサッカー選手）
- 武田洋平（プロサッカー選手）
- 畑本時央（プロサッカー選手）
- 本田真吾（プロサッカー選手）
- 前田彩里（陸上選手）
- 赤﨑暁（陸上選手）
- 古賀紗理那（バレーボール選手）
- 竹中良（ボクシング選手、第46代OPBF東洋太平洋フェザー級王座）
- あんこ（お笑い芸人）

### ゆかりのある人物
★は故人
- 鈴木庫三（陸軍軍人、死没地）★
- なかざわけんじ（元H2O、在住）
- 三遊亭好楽（落語家、両親が旧護川村杉水出身[9]）

## 姉妹都市・提携都市
国内
- 滋賀県大津市
  - 2017年7月21日 災害時相互応援協定締結

日本国外
-  ヘイスティングズ（アメリカ合衆国ネブラスカ州）
- アラパホ（アメリカ合衆国ネブラスカ州）
- サレゾポリス（ブラジルサンパウロ州）
- ピエダーデ（ブラジルサンパウロ州）